# Izatha lignyarcha
Izatha lignyarcha là một loài bướm đêm thuộc họ Oecophoridae. Nó là loài đặc hữu của New Zealand, ở đó nó is known only from higher altitudes on the North Island volcanoes (Mount Taranaki and Mount Ruapehu), except for one specimen from Taupo and one from Masterton.
Sải cánh dài 24.5–30 mm đối với con đực và 24–31 mm đối với con cái. Con trưởng thành bay vào tháng 11, tháng 12, tháng 1 and tháng 2.